# Рахманинов, Юрий Павлович
Ю́рий Па́влович Рахма́нинов (20 июля 1936 — 18 июня 2007) — советский и российский учёный, инженер, метростроевец. Внучатый племянник русского композитора С. В. Рахманинова.
Герой Социалистического Труда, заслуженный строитель СССР, действительный член Академии транспорта, Академии проблем безопасности, обороны и правопорядка, Академии горных наук. Генеральный директор ОАО «Трансинжстрой».

## Биография
Родился 20 июля 1936 года в Москве в семье служащих.
В 1960 году окончил Тульский горный институт.
С 1963 года работал в системе Метростроя, пройдя путь от инженера до начальника СМУ № 8 (с 1973 года, сменив на этом посту П. С. Бурцева). Под его руководством были построены 1-я и 2-я очереди Ждановско-Краснопресненского диаметра, Центрального пересадочного узла, Рижского и Калининского радиусов, объекты которого сданы в эксплуатацию с оценкой «отлично», а СМУ № 8 стало одной из лучших организаций Мосметростроя.
В 1980 году был назначен начальником Управления № 10 А Министерства транспортного строительства СССР. В 1986 году назначен начальником Главного управления по строительству тоннелей и метрополитенов (Главтоннельметрострой) Министерства транспортного строительства СССР. В 1986 году принимал участие в ликвидации последствий аварии на Чернобыльской АЭС.
С 1990 года работал генеральным директором акционерного общества «Трансинжстрой». Под его руководством строились и развивались метрополитены Москвы, Санкт-Петербурга, Нижнего Новгорода, Самары, Екатеринбурга, Киева, Тбилиси, Баку, Ташкента, Алма-Аты, Минска, Харькова, Новосибирска и других городов СССР, осуществлялось строительство транспортных тоннелей на БАМе и в горах Кавказа.
Умер 18 июня 2007 года. Похоронен на Троекуровском кладбище (уч. 10а).

### Семья
Юрий Павлович Рахманинов — внучатый племянник русского композитора С. В. Рахманинова, его отец — Павел Аркадьевич Рахманинов был сыном брата Сергея Васильевича Рахманинова Аркадия (1880-1945). Павел Рахманинов погиб в 1942 году в боях под Москвой.
Жена — Светлана Николаевна Рахманинова (1938—2020), сын — Александр Юрьевич Рахманинов, внук — Никита Рахманинов.

## Социально-культурная деятельность
По инициативе Ю. П. Рахманинова и при его личном участии проведены работы по восстановлению и строительству исторических памятников России и объектов социально-культурного назначения, в том числе
- восстановлена церковь Иконы Гребневской Божьей Матери в г. Одинцово
- построен Мемориальный памятник воинам, погибшим в 1942 году при защите Москвы в Наро-Фоминском районе
- восстановлен Музей-усадьба С.В. Рахманинова в деревне Ивановка Уваровского района, Тамбовской области
- установлен памятник русскому композитору С. В. Рахманинову на Страстном бульваре в г. Москве.
- построен мемориал «Храм Памяти» на Поклонной горе в г. Москве
- построена база отдыха «Липки»[2]
- построены культурно-спортивный центр «Мечта», музыкальная школа, общеобразовательные школы, детские сады, стадион и благоустроена центральная часть города Одинцово с прудом[2]
- реконструировано Красногорское шоссе[2]
- и другие объекты социально-культурного назначения.

## Публикации
Автор десятков научных работ и изобретений. Некоторые труды (в соавторстве):
- Проектирование и строительство подземных сооружений большого сечения. М., Недра, 1993, ISBN 9785247022190.
- Шахтное и подземное строительство: (Учебник для вузов): В 2 т. М., Издательство Академии горных наук, 2001, ISBN 5789200788.

## Награды и звания
Советские и российские государственные награды и звания:
- Герой Социалистического Труда
- ордена «За заслуги перед Отечеством» II и III степени
- орден Ленина
- орден Октябрьской Революции
- орден Трудового Красного Знамени
- орден Мужества (за участие в ликвидации аварии на ЧАЭС в 1986 году)
- медали.

Награды Русской Православной церкви:
- орден Преподобного Сергия Радонежского
- орден Преподобного Даниила Московского

Другие звания:
- заслуженный строитель СССР[источник не указан 1404 дня]
- почётный строитель России
- почётный транспортный строитель
- академик и действительный член Академии транспорта (с 1991 и 1994 годов, соответственно[2]), Академии проблем безопасности, обороны и правопорядка, Академии горных наук (с 1998[2])
- почётный гражданин города Одинцово[4] и деревни Ивановка Уваровского района Тамбовской области[7]
- почётный доктор Тульского государственного университета (с 1998)

## Память
С 2007 года, ежегодно, в усадьбе С. В. Рахманинова, "Ивановка", проходят Всероссийские конкурсы молодых пианистов, посвящённые памяти Ю. П. Рахманинова, а позднее в Музее-усадьбе С. В. Рахманинова «Ивановка» был открыт мемориальный Кабинет-музей Ю. П. Рахманинова.
В городе Одинцове установлен бюст Ю. П. Рахманинова.